# Clemens Brentano
Clemens Wenzeslaus Brentano de La Roche (sau Klemens Brentano) (n. 9 septembrie 1778 - d. 28 iulie 1842) a fost poet, dramaturg și prozator german, membru al cercului romanticilor din Heidelberg.

## Opera

### Poezia
- 1854: Poezii ("Gedichte")
- 1912: Romanțele rozariului ("Romanzen vom Rosenkranz")

### Romane
- 1801: Godwi ("Godwi oder Das steinerne Bild der Mutter"), unicul său roman complet; aici apare pentru prima dată în literatura germană personajul mitic Loreley;
- 1849: "Der schiffbrüchige Galeerensklave vom todten Meer", roman neterminat.

### Povești și nuvele
- 1805-1816: Gockel, Hinkel și Gackeleia ("Gockel, Hinkel und Gackeleia"), poveste
- 1806-1808: Al băiatului corn fermecat ("Des Knaben Wunderhorn"), împreună cu Achim von Arnim, antologie de poezii și povești populare germane;
- 1817: Povestea viteazului Gaspard și a frumoasei Annette, cea mai cunoscută nuvelă a sa;
- 1817: Cele trei nuci ("Die drei Nüsse"), nuvelă;
- 1817: "Die mehreren Wehmüller und ungarischen Nationalgesichter", nuvelă;
- 1826: Basmele Rinului ("Rheinmärchen");
- 1838: Istoria viteazului Kasperl și a frumoasei Annerl ("Geschichte vom braven kasperl und dem schönen Annerl")
- 1844: Basme italiene ("Italienische Märchen").

### Dramaturgia
- 1804: Ponce de Leon, comedie în patru acte după un model spaniol
- 1817: Întemeierea orașului Praga ("Die Gründung Prags"), dramă istorică.

### Eseuri
- 1807: Istoria fantastică a ceasornicarului Bogs... ("Entweder wunderbare Geschichte von Bogs dem Uhrmacher..."), împreună cu Joseph Görres), satiră;
- 1818: Cronica unui școlar peregrin ("Die Chronika des fahrenden Schülers");
- 1831: Surorile medicale în serviciul săracilor (împreună cu Joseph Görres), tratat;
- 1833: Patimile domnului nostru Isus Hristos ("Das bittere Leiden unsers Herrn Jesu Christi");
- 1852: Scrieri ("Gesammelte Schriften"), culese de fratele său, Christian Brentano)